# Yoshiyuki Suga
Yoshiyuki Suga (菅良幸?, Suga Yoshiyuki; 20 ottobre 1956 – 25 maggio 2024) è stato uno sceneggiatore giapponese, attivo fin dai primi anni ottanta nel campo dell'animazione giapponese.
Dopo aver debuttato nell'anime Robottino, Suga curò la sceneggiatura per alcuni celebri anime come Lamù, Sandy dai mille colori, I cavalieri dello zodiaco, Ranma ½, Slam Dunk, Galaxy Angel, One Piece e Great Teacher Onizuka.